# Hugh Gibson
Hugh Simons Gibson (ur. 16 sierpnia 1883 w Los Angeles w Kalifornii, zm. 12 grudnia 1954 w Genewie) – amerykański polityk i dyplomata, Minister Pełnomocny Stanów Zjednoczonych w Polsce w latach 1919 - 1924.
Był pierwszym przedstawicielem dyplomatycznym amerykańskim w odrodzonej po 123 latach Rzeczypospolitej. Jako reprezentant Stanów Zjednoczonych zdawał pozytywne z punktu widzenia rządu polskiego relacje dotyczące pogromów Żydów na terenach, które po I wojnie światowej przypadły Polsce.
5 kwietnia 1923 powiadomił ówczesnego Ministra Spraw Zagranicznych Aleksandra Skrzyńskiego, że rząd Warrena Hardinga przyjął do wiadomości decyzję Konferencji Ambasadorów w Paryżu z dnia 15 marca 1923 w przedmiocie granic Polski, które to postanowienie zgodne jest z zasadą terytorialnej suwerenności Polski.
Gibson pełnił również funkcje ambasadora Stanów Zjednoczonych w Szwajcarii, Belgii (dwukrotnie), Luksemburgu i Brazylii.
Aż trzykrotnie pojawił się na okładkach amerykańskiego tygodnika Time: 26 listopada 1923, 18 lipca 1927 oraz 8 lutego 1932.

## Książki autorstwa Gibsona
- A Journal from Our Legation in Belgium, Doubleday Page, New York, 1917.
- Rio, Doubleday Doran, New York, 1937.
- Belgium, Doubleday Doran, New York, 1938.
- The Problems of Lasting Peace, with Herbert Hoover, Doubleday Doran, New York, 1942.
- The Road to Foreign Policy, Doubleday Doran, New York, 1944.
- The Basis of Lasting Peace,with Herbert Hoover, D. van Norstrand Company, Inc., New York, 1945
- Hugh Gibson, 1883–1954, Extracts from his Letters and Anecdotes from his Friends, edited by Perrin C. Galpin, New York, 1956.